# Galina Alekséieva
Galina Alekséieva (rus: Галина Александровна Алексеева)  (Moscou, 27 de novembre de 1947 - 4 de febrer de 2024) va ser una saltadora russa que va competir sota bandera de la Unió Soviètica durant la dècada del 1960.
El 1964 va prendre part en els Jocs Olímpics d'Estiu de Tòquio, on va guanyar la medalla de bronze en la prova de palanca de 10 metres del programa de salts. Quatre anys més tard, als Jocs de Ciutat de Mèxic quedà eliminada en sèries en la mateixa prova. En el seu palmarès també destaca un campionat soviètic el 1965.